# Masayuki Yanagisawa
Masayuki Yanagisawa (柳沢 将之?, Yanagisawa Masayuki; Kanagawa, 27 agosto 1979) è un ex calciatore giapponese, di ruolo difensore.